# Verrua Savoia
Verrua Savoia (en français Verrue) est une commune italienne de la ville métropolitaine de Turin, dans la région Piémont.

## Histoire
Durant la guerre d'Italie (1624-1625) la ville est assiégée par l'armée de Lesdiguières.
Durant la guerre de Succession d'Espagne la ville est assiégée du 14 octobre 1704 au 9 avril 1705 par les troupes françaises.

## Places et sites intéressants
- La Forteresse de Verrua Savoia

## Administration
| Période                                  | Période  | Identité      | Étiquette | Qualité |
| ---------------------------------------- | -------- | ------------- | --------- | ------- |
| 14 juin 2004                             | En cours | Eldio Ginevro | civica    |         |
| Les données manquantes sont à compléter. |          |               |           |         |

### Communes limitrophes
Crescentino, Brusasco, Moncestino, Villamiroglio, Brozolo, Robella, Odalengo Grande.